# 滨海镇 (唐山市)
滨海镇，是河北省唐山市曹妃甸区下辖的一个乡镇级行政单位。

## 行政区划
滨海镇下辖以下地区：
张中村、张北村、东南街村、西南街村、王中村、东北街村、西北街村、申立村、尖坨子村和张前村。